# 로런스 홀러프세너
로런스 홀러프세너(영어: Lawrence Holofcener, 1926년 3월 22일 ~ 2017년 3월 4일)는 미국의 조각가, 극작가, 시인이다. 딸은 영화 감독 니콜 홀러프세너이다.